# 11315 Salpêtrière
11315 Salpêtrière eller 1994 NS1 är en asteroid i huvudbältet som upptäcktes den 8 juli 1994 av den belgiske astronomen Eric W. Elst vid CERGA-observatoriet. Den är uppkallad efter Salpêtrière sjukhuset.
Asteroiden har en diameter på ungefär 3 kilometer.